# Комплекс „Калварија” на Римокатоличком гробљу у Сремској Митровици
Комплекс „Калварија” на Римокатоличком гробљу у Сремској Митровици је просторно културно-историјску целину и католичко култно место на подручју Сремске Митровице. 

## Опште информације
Локација је решењем Завода за заштиту споменика културе Сремска Митровица бр. 308/81 од 30. децембра 1981. године комплекс „Калварија“. 

## Локација
Комплекс Калварија у Сремској Митровици састоји из четрнаест локација које су назване станица Крижног пута, капеле и остатка три крста. Станице Крижног пута су подигнуте у виду стубаца са плитким нишама на предњој страни, предвиђеним да се њих поставе слике. Према усменим сазнањима, станице су потпуно президане 1983. године.
Узвишење Калварија у Сремској Митровици потковичастог је облика и висине око 12м и једино је природно узвишење видљиво из ближе и даље околине Сремске Митровице. Поред њега, са западне стране, протиче поток Чикас, који долази са Фрушке горе и улива се у Саву.
Целином су обухваћене: Католичко култно место „Калварија“ на адреси Паланка 10., на КП 5590/1 са капелом Госпе Митровачке и 14 станица крижног пута у статусу евидентиране непокретности, археолошки локалитет 12 на истој локацији, део археолошког локалитета 9 Сирмијума, локалитет 70, подучје припада зони В изван бедема. Обухвата следеће парцеле: 5425/2, 5425/3, 5426, 5427, 5428, 5429, 5430, 5431, 5432, 5433, 5434, 5435, 5436, 5437, 5438, 5439, 5440, 5441/1, 5441/2, 5441/3, 5441/4, 5441/5, 5441/6, 5442/1, 5442/2, 5443, 5444, 5445, 5446, 5447, 5448, 5449, 5450, 5451, 5452/1, 5452/2, 5453, 5454/1, 5454/2, 5454/3, 5454/4, 5454/5, 5454/6, 5454/7, 5454/8, 5455/3, део 5580/1, 5580/2, 5580/3, 5580/4, 5580/5,5580/6, 5581/1, 5581/2, 5581/3, 5581/4, 5581/5, 5581/6, 5582/1, 5582/2, 5584/1, 5584/2, 5585/1, 5585/2, 5587, 5588/1, 5588/2, 5588/3, 5589, 5590/1, 5590/2, 5591, 5592, 5593/1, 5593/3, 5594/1, 5594/2, 5595/1, 5595/2, 5595/3, 5596, 5597/1, 5597/3, 6032/2, део 6032/4, 6032/5 и део 5726/1 КО Сремска Митровица.

## Опис споменика културе
Грађевина је веома скромних димензија и налази се на највишој тачки узвишења у оквиру комплекса. Правоугаоне је основе са полукружном апсидом у ширини брода. Зидана је опеком, а зидови су малтерисани. Капела је покривена двосливним кровом од бибер црепа. Изнад ула се диже мали звоник од лима са крстом на врху. Спољашњи зидови су хоризонтално рашчлањени соклом и поткровним венцем, а вертикално су издељени плитким пиластрима.
Калварија се са четрнаест станица Крижног пута налази у другој алеји Римокатоличког гробља у Руми.1 Комплекс је грађен у неколико фаза почев од руге половине XIX све до почетака XX века. Објекат Калварије је смештен у врху друге алеје, а са обе стране приступне алеје асиметрично су постављене станице Крижног пута. Капела је оријентисана у смеру запад-иосток, са олтарским простором на источној страни и главним улазом на западној. Споредни бочни улаз се налзи на северној страни. На ивицама тространог олтарског простора постављени су
контрафори. Олтарска и бочне фасаде су хоризонтално издељене ниским соклом, кордонским венцем и венцем са којим се завршавају. Западна фасада је најдекоративније обрађена. Хоризонтално је рашчлањена ниским соклом, кордонским венцем, фризом и балустрадом са којом се завршава. Фриз је без декорације, само је на четири места испресецан пиластрима који се пружају од основе до врха капеле, до горње ивице балустраде, коју такође пресецају на четири места. Западна фасада капеле је вертикално рашчлањена пиластрима од којих два средња фланкирају улаз у капелу. Довратници се састоје из степенасто увучених пиластера који су надвишени профулисаним капителима. На капителе се наслањају степенасто увучене архиволте које формирају лучни завршетак улаза. Улаз има изрезбарена дрвена двокрилна врата. У горњем делу крила врата је стилизована биљна орнаментика од кованог гвожђа у комбинацији са стаклом. У лунети врата је такође ковано гвожђе у комбинацији са стаклом.
Лево и десно уз западну фасаду постављена су степеништа која воде на терасу капеле на којој је изграђена Голгота као завршни део Калварије, односно Крижног пута. На источном делу терасе у средини постављено је Распеће Христово, а лево и десно се налазе распећа разбојника (по једно са сваке стране). Крстови и фигуре су веома оштећени.
Саставни део Голготе су објекти четрнаест станица крижног пута, постављених асиметрично са обе стране алеје. Зидане су у облику стубаца правоугаоне основе са четворосливним кровом. На предњем делу сваког ступца налази се по једна ниша са металним вратима.
Компелс Калварије је изведен у историцистичком стилу, употребом декоративних стилских елемената из ранијих епоха.

### Објашњење
Калварија (исто што и Голгота) у католичкој религији је место ходочашћа верника на Велики Петак и друге велике празнике. Постоји четрнаест станица које симболишу догађања – муке - на Христовом путу ка распећу и код којих се користе пригодне молитве. Станице на свечаном опходу верника које симболишу Христове муке увео је доминикански свештеник Алваро. Првобитно их је било седам, а од XII века њихов број је удвостручен.

## Историјат
Капелу је подигла породица Аладар пл. Хорват де Бан Хорват о чему с ведочи натпис на плочи на унутрашњем зиду. Првобитно је капела била постављена на породичном имању Аладар, али је 1921. године пренета у комплекс Калварија.